# عرقة (شبوة)
عرقه هي إحدى قرى الجمهورية اليمنية. تتبع جغرافيا لمحافظة شبوة و إداريًا لمديرية رضوم. يبلغ تعداد سكانها 1079 نسمة حسب الإحصاء الذي جرى عام 2004.